# Овощной букет

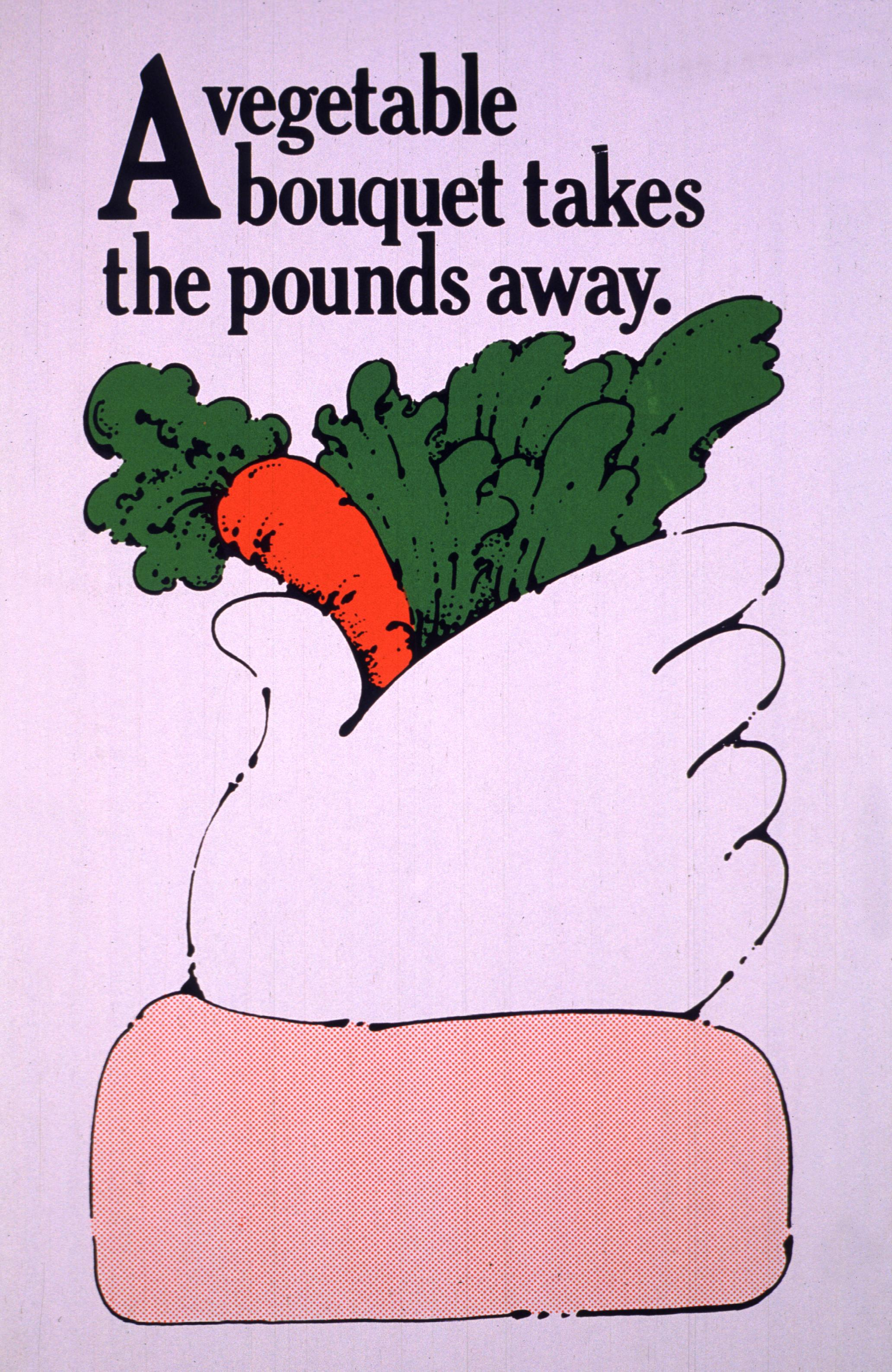
Реклама национального института здравоохранения США: «Овощной букет убирает килограммы»

Овощно́й буке́т — это творческая композиция из овощей. Овощные букеты часто рассматриваются в качестве альтернативы цветочным букетам. Лёгкие овощные букеты часто носят в руках, в то время как стационарные овощные букеты служат для украшения интерьера. Овощные букеты часто преподносят в качестве подарка для особых случаев, таких как дни рождения, юбилеи или романтические свидания. Они также иногда используются на свадьбах. Овощные букеты, которые содержат фрукты, цветы и другие растения в дополнение к овощам, принято называть «вегебукетами».

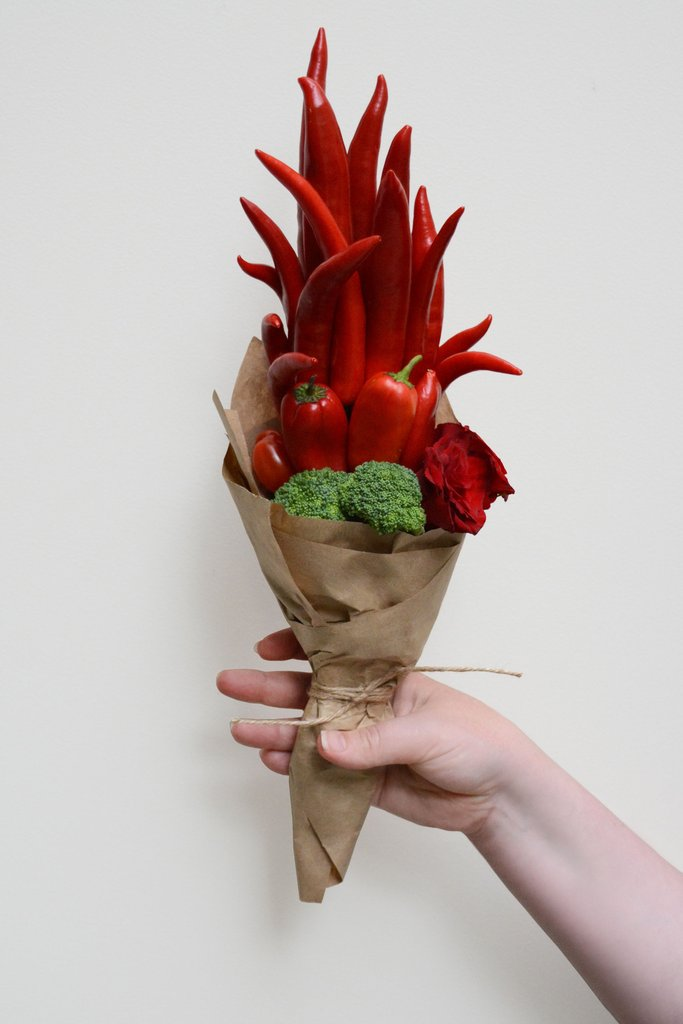
Современный овощной букет из перца и брокколи

## История
Идея создания красивых композиций из овощей перед их употреблением не нова. Английский журналист Джордж Сала ещё в XIX веке так описывал уточнённую лондонскую домоправительницу: «Уверенной рукой она могла набрать овощной букет из моркови, репы и пастернака для гарнира».
С XX века в разных странах предпринимались попытки использования овощных букетов для пропагандирования здорового образа жизни.
В наше время искусство создания овощных букетов стало гораздо более доступным благодаря многочисленным онлайн-курсам для овощных флористов.

## Свадебные овощные букеты
В последние годы овощные букеты приобрели определённую популярность в качестве альтернативы традиционным цветочным букетам на свадьбах. Капуста, брокколи и артишоки становятся все более востребованными в свадебных овощных букетах.

## Сравнение с цветочными букетами
Овощные букеты, как правило, тяжелее цветочных, что не позволяет держать их в руках в течение длительного времени. Большинство ингредиентов овощного букета можно употреблять в пищу после разборки букета, что является основным отличием от цветочных букетов, поскольку ингредиенты цветочных букетов, как правило, либо выбрасываются, либо засушиваются, либо используются в качестве компоста. Некоторые компании предлагают полностью безотходные версии овощных букетов, в которых все ингредиенты пригодны к употреблению в пищу или могу быть использованы повторно.
Как и цветы, овощные букеты могут быть собраны в виде венка.

## Овощные букеты в России и мире
В современной России овощные букеты стали набирать популярность с 2014 года.